# Чекша (приток Лузы)
Чекша — река в России, протекает в Прилузском районе Республики Коми. Устье реки находится в 395 км по правому берегу реки Луза. Длина реки составляет 22 км.
Исток реки в лесном массиве на Северных Увалах в 16 км к юго-западу от села Ношуль. Река течёт на север, верхнее и среднее течение проходят по ненаселённому холмистому лесному массиву. Впадает в Лузу в черте села Ношуль.

## Данные водного реестра
По данным государственного водного реестра России и геоинформационной системы водохозяйственного районирования территории РФ, подготовленной Федеральным агентством водных ресурсов:
- Бассейновый округ — Двинско-Печорский
- Речной бассейн — Северная Двина
- Речной подбассейн — Малая Северная Двина
- Водохозяйственный участок — Юг
- Код водного объекта — 03020100212103000012136